# 大門駅 (広島県)
大門駅（だいもんえき）は、広島県福山市大門町大門にある、西日本旅客鉄道（JR西日本）山陽本線の駅である。駅番号はJR-W12。広島県内の鉄道駅では最東端にある。

## 歴史
- 1897年（明治30年）12月26日：山陽鉄道笠岡駅 - 福山駅間に新設[1]。旅客・貨物取扱開始[1]。
- 1906年（明治39年）12月1日：山陽鉄道国有化[1]、官設鉄道の駅となる。
- 1909年（明治42年）10月12日：線路名称制定、山陽本線所属となる。
- 1960年（昭和35年）10月15日：貨物取扱廃止[1]。
- 1984年（昭和59年）2月1日：荷物扱い廃止[1]。
- 1987年（昭和62年）4月1日：国鉄分割民営化に伴い、JR西日本の駅となる[1]。
- 1992年（平成4年）11月1日：みどりの窓口営業開始。
- 2007年（平成19年）
  - 6月10日：ICOCA対応自動改札機導入。
  - 9月1日：ICカード「ICOCA」が利用可能となる。
- 2009年（平成21年）8月31日：跨線橋・エレベーターが上下線ホームに新設[3]。
- 2016年（平成28年）4月24日：CTC化に伴い、改札口とホームに新設されたLED式発車標使用開始。
- 2020年（令和2年）
  - 2月29日：みどりの窓口営業終了[4][5]。
  - 9月：駅ナンバリング導入、使用開始[6][7]。

## 駅構造

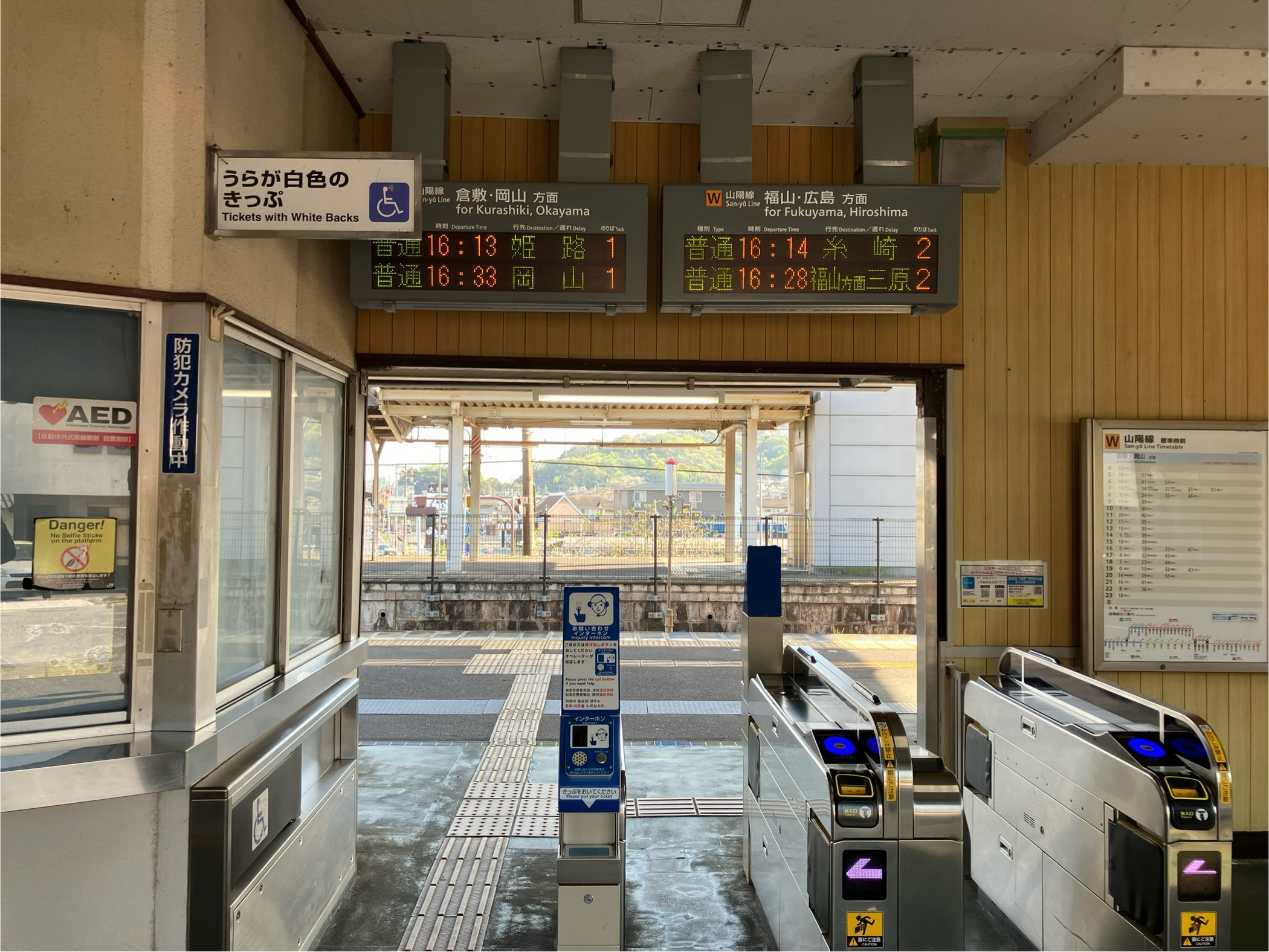
改札口（2024年4月）

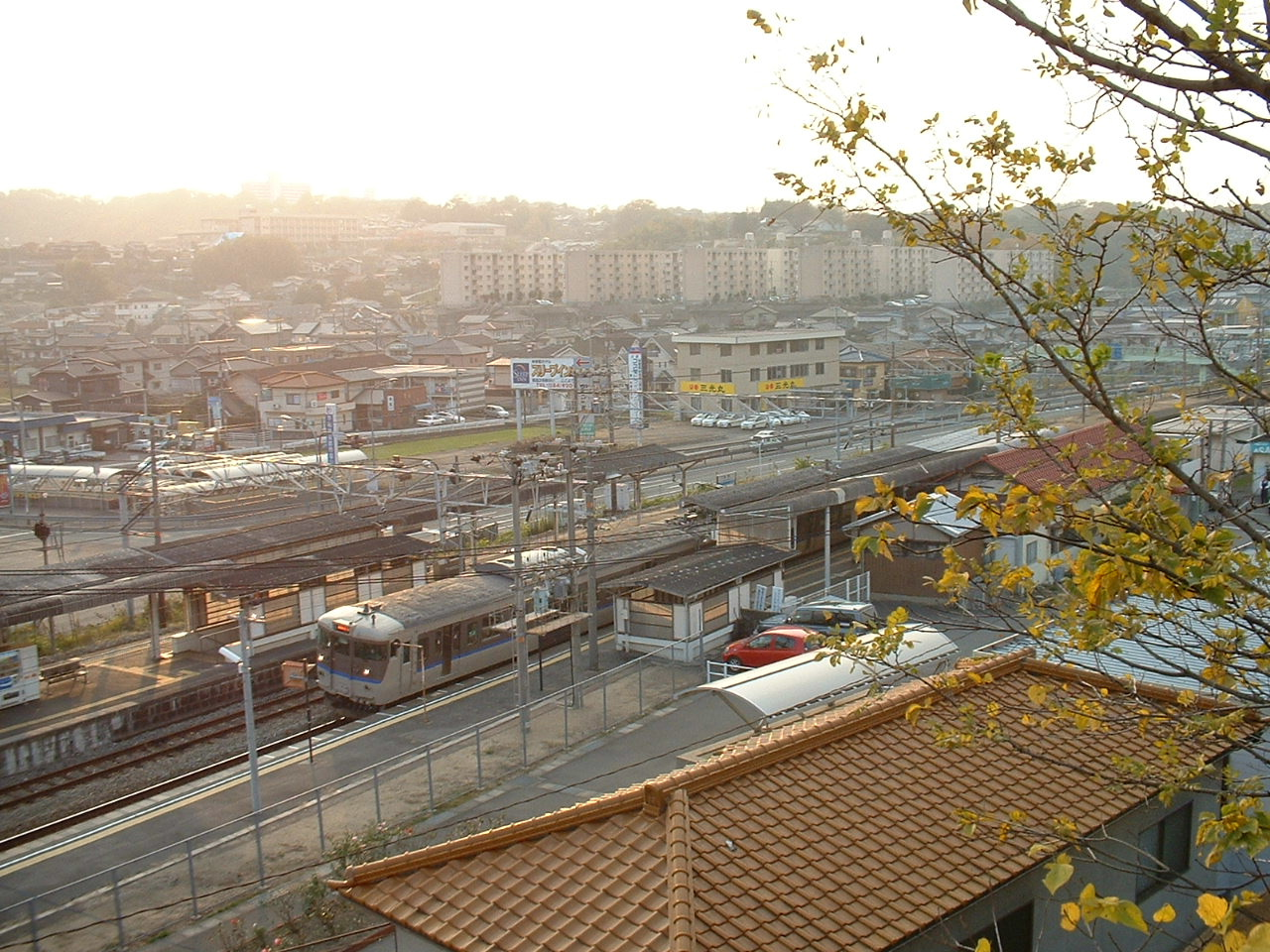
ホーム（2005年11月、遠景）

単式ホーム2面2線を有する地上駅。以前は単式・島式ホーム複合型2面3線を有していたが、現在は2番線が撤去されている。このホームは『瀬戸内マリンビュー』などの折り返しなどに使用されていた。ホームはカーブの途中にある。駅舎は上り岡山方面行ホーム側にあり、島式福山方面行ホームへは地下道で連絡している。
無人駅。ICOCAが利用可能。

### のりば
| のりば | 路線     | 方向 | 行先             |
| ------ | -------- | ---- | ---------------- |
| 1      | 山陽本線 | 上り | 新倉敷・岡山方面 |
| 2      | 山陽本線 | 下り | 福山・尾道方面   |

## 利用状況
「統計ふくやま」によると、1日平均乗車人員は以下の通り。
| 年度                | 1日平均 乗車人員 |
| ------------------- | ---------------- |
| 1987年（昭和62年）  | 2,631            |
| 1988年（昭和63年）  | 2,882            |
| 1989年（平成 元年） | 2,814            |
| 1990年（平成02年）  | 2,942            |
| 1991年（平成03年）  | 3,071            |
| 1992年（平成04年）  | 3,112            |
| 1993年（平成05年）  | 3,222            |
| 1994年（平成06年）  | 3,244            |
| 1995年（平成07年）  | 3,254            |
| 1996年（平成08年）  | 3,312            |
| 1997年（平成09年）  | 3,304            |
| 1998年（平成10年）  | 3,290            |
| 1999年（平成11年）  | 3,189            |
| 2000年（平成12年）  | 2,945            |
| 2001年（平成13年）  | 2,981            |
| 2002年（平成14年）  | 2,847            |
| 2003年（平成15年）  | 2,809            |
| 2004年（平成16年）  | 2,797            |
| 2005年（平成17年）  | 2,737            |
| 2006年（平成18年）  | 2,704            |
| 2007年（平成19年）  | 2,689            |
| 2008年（平成20年）  | 2,649            |
| 2009年（平成21年）  | 2,419            |
| 2010年（平成22年）  | 2,348            |
| 2011年（平成23年）  | 2,377            |
| 2012年（平成24年）  | 2,438            |
| 2013年（平成25年）  | 2,573            |
| 2014年（平成26年）  | 2,427            |
| 2015年（平成27年）  | 2,489            |
| 2016年（平成28年）  | 2,499            |
| 2017年（平成29年）  | 2,518            |
| 2018年（平成30年）  | 2,433            |
| 2019年（令和 元年） | 2,391            |
| 2020年（令和02年）  | 2,042            |
| 2021年（令和03年）  | 1,976            |
| 2022年（令和04年）  | 2,093            |

## 駅周辺
駅周辺は福山市中心部に対するベッドタウンである。1999年に南北地下通路が駅東に設置され、国道2号南側地区との連絡が便利になった。
- 福山東警察署大門交番
- 広島県警察交通機動隊東部分駐隊
- JA福山 大津野支店
- 銀河学院中・高等学校
- 福山市立大津野幼稚園
- 福山市立大津野小学校
- 福山市立大門中学校
- 大門郵便局

### バス路線
大門駅北口
北口から約300m北の旧鴨方往来沿いにあり、中国バスと井笠バスカンパニーの一般路線バスが発着する。
- 中国バス・井笠バスカンパニー
  - 27-1 鋼管病院 - 平日のみ運行
  - 27-2 大門高校前 - 平日のみ運行

## その他
- 以前は当駅発の生牡蠣の小荷物運賃に割引を適用する公示がされる程多くの生牡蠣が当駅から出荷されていた。
- 1971年10月6日午前2時頃、下り急行雲仙3号の客車から出火（急行雲仙3号火災事故）。列車は駅手前で緊急停車し、消火が行われた[10]。

## 隣の駅
西日本旅客鉄道（JR西日本）
 山陽本線
笠岡駅 (JR-W11) - 大門駅 (JR-W12) - 東福山駅 (JR-W13)